# PRR4
PRR4 (англ. Proline rich 4 (lacrimal)) – білок, який кодується однойменним геном, розташованим у людей на короткому плечі 12-ї хромосоми. Довжина поліпептидного ланцюга білка становить 134 амінокислот, а молекулярна маса — 15 097.
| 10         |  | 20         |  | 30         |  | 40         |  | 50         |
| ---------- |  | ---------- |  | ---------- |  | ---------- |  | ---------- |
| MLLVLLSVVL |  | LALSSAQSTD |  | NDVNYEDFTF |  | TIPDVEDSSQ |  | RPDQGPQRPP |
| PEGLLPRPPG |  | DSGNQDDGPQ |  | QRPPKPGGHH |  | RHPPPPPFQN |  | QQRPPRRGHR |
| QLSLPRFPSV |  | SLQEASSFFQ |  | RDRPARHPQE |  | QPLW       |  |            |

A: Аланін

D: Аспарагінова кислота

E: Глутамінова кислота

F: Фенілаланін

G: Гліцин

H: Гістидин

I: Ізолейцин

K: Лізин

L: Лейцин

M: Метіонін

N: Аспарагін

P: Пролін

Q: Глутамін

R: Аргінін

S: Серин

T: Треонін

V: Валін

W: Триптофан

Задіяний у такому біологічному процесі, як альтернативний сплайсинг. 
Секретований назовні.